# بطولة العين الدولية 2011
دورة دولية ينظمها نادي العين الإماراتي في نسختها الثالثة استعدادا لمنافسات الموسم 2011-2012
حيث لعبت مباريات هذه البطولة في استاد خليفة بن زايد بنادي العين

## جوائز البطولة
- المركز الأول : 300,000 درهم إماراتي
- المركز الثاني: 200,000 درهم إماراتي

## الأندية المشاركة
- العين
- الشباب
- الرفاع
- السويق

## النتائج
| فريق   | لعب | فاز | تعادل | خسر | له | عليه | فارق | نقاط |
| ------ | --- | --- | ----- | --- | -- | ---- | ---- | ---- |
| الشباب | 3   | 2   | 1     | 0   | 6  | 3    | +3   | 7    |
| العين  | 3   | 1   | 2     | 0   | 7  | 2    | +5   | 5    |
| السويق | 3   | 0   | 2     | 1   | 1  | 2    | -1   | 2    |
| الرفاع | 3   | 0   | 1     | 2   | 2  | 9    | -7   | 1    |

### جدول المباريات
| العين | 1 – 6 | الرفاع        |
| --- | ----- | ------------- |
| ياسر القحطاني 32' (ركلة جزاء) · محمد مال الله 37' · هداف العامري 66' · هلال سعيد 70' · سالم عبد الله 73' · رامي يسلم 80' |       | حسين عيسى 17' |

| الشباب                            | 1 – 2 | السويق            |
| --------------------------------- | ----- | ----------------- |
| أحمد عطيف 15' · ناصر الشمراني 72' |       | يوسف عبد الله 40' |

| السويق | 0 – 0 | العين |
| ------ | ----- | ----- |
|        |       |       |

| الرفاع           | 3 – 1 | الشباب                                                   |
| ---------------- | ----- | -------------------------------------------------------- |
| عبد الله عمر 90' |       | إبراهيم ياتارا 6' · أمادو فلافيو 60' · ناصر الشمراني 85' |

| السويق | 0 – 0 | الرفاع |
| ------ | ----- | ------ |
|        |       |        |

| العين                         | 1 – 1 | الشباب                      |
| ----------------------------- | ----- | --------------------------- |
| ياسر القحطاني 59' (ركلة جزاء) |       | إسماعيل أحمد 22' (في مرماه) |

| بطل بطولة العين الدولية 2011 |
| ---------------------------- |
|                              |